# Kheer

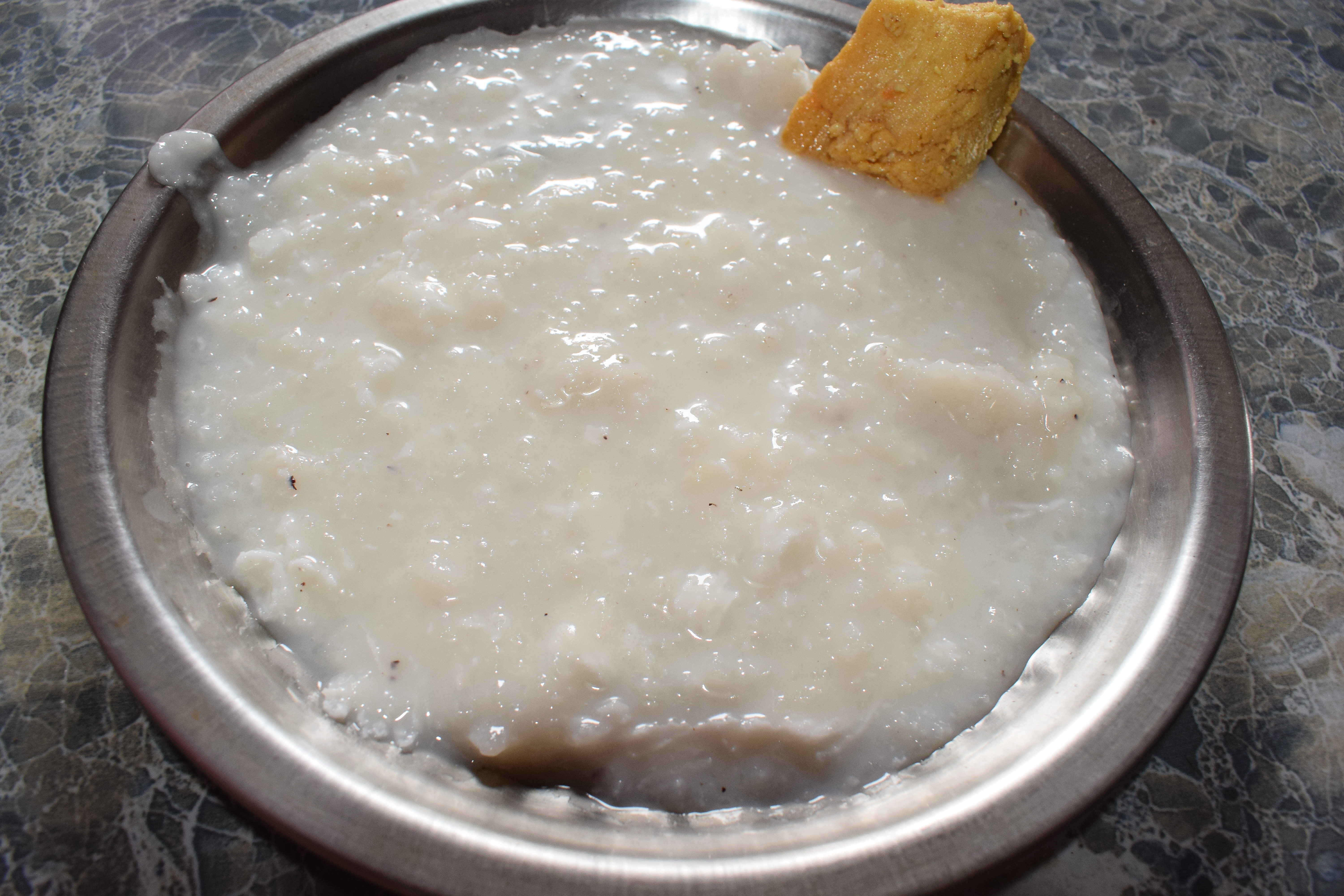
Một phần cháo sữa

Kheer là một loại cháo sữa (Pudding dạng lỏng) hoặc cháo lỏng phổ biến ở tiểu lục địa Ấn Độ, thường được làm bằng cách đun sôi sữa, đường hoặc đường thốt nốt cùng với gạo. Ngoài ra, cháo Kheer có thể được rắc phủ thêm hương vị bằng trái cây khô, các loại hạt, thảo quả và nghệ tây. Thay vì gạo, loại cháo sữa này có thể được làm từ lúa mì nứt, bún (sevai), sago hoặc sắn (sabudana). Ở miền Bắc Ấn Độ, nó được làm theo nhiều cách khác nhau. Các phiên bản phổ biến nhất là phiên bản làm bằng gạo và bún sợi (Semiya). Từ kheer bắt nguồn từ từ tiếng Phạn kshira (क्षीर), có nghĩa là sữa hoặc một món ăn làm từ sữa (chế phẩm sữa). Cháo sữa Kheer cũng là tên gọi cổ xưa của bánh pudding gạo ngọt. 
Trong Phật giáo, có điển tích bát cháo sữa đã giúp sức cho Đức Phật tu tập đạt thành chánh quả. Trong buổi sáng trước ngày Thành đạo, lúc ngồi dưới gốc cây Ajapala gần cội Bồ đề bên bờ sông Neranjarà (Ni Liên Thiền) thì có một phụ nữ tên là Sujata (Tu Xà Đa) đã dâng cho Phật bát cháo sữa mà nàng đã tự tay nấu lấy. Sau khi thọ xong bữa ăn cháo này thì Đức Phật nhịn đói luôn suốt bảy tuần nhật, nhờ bát cháo nàng Sujata mà cháo đã trở thành một món ăn quan trọng thường được Đức Thế Tôn nhắc đến trong kinh điển. Theo Trường Bộ Kinh (kinh số 17) có tám vạn bốn ngàn loại cháo sữa. Rất nhiều lần Đức Phật được dâng cháo sữa, cháo gạo hay cháo đặc sản nấu từ hoa cây sala của gia chủ Ugga, Ngài đều hoan hỷ thọ nhận. Nhưng cũng có khi Ngài chối từ không thọ nhận là trường hợp bát cháo của người Bà la môn Kasibhàradvàja. Ở Ấn Độ và Nepal, cháo ngọt được phục vụ vào ngày này để gợi nhớ câu chuyện về thiếu nữ Sujata đã dâng lên Đức Phật một bát cháo sữa, sau được xem như là một việc cúng dường công đức. 

## Hình ảnh

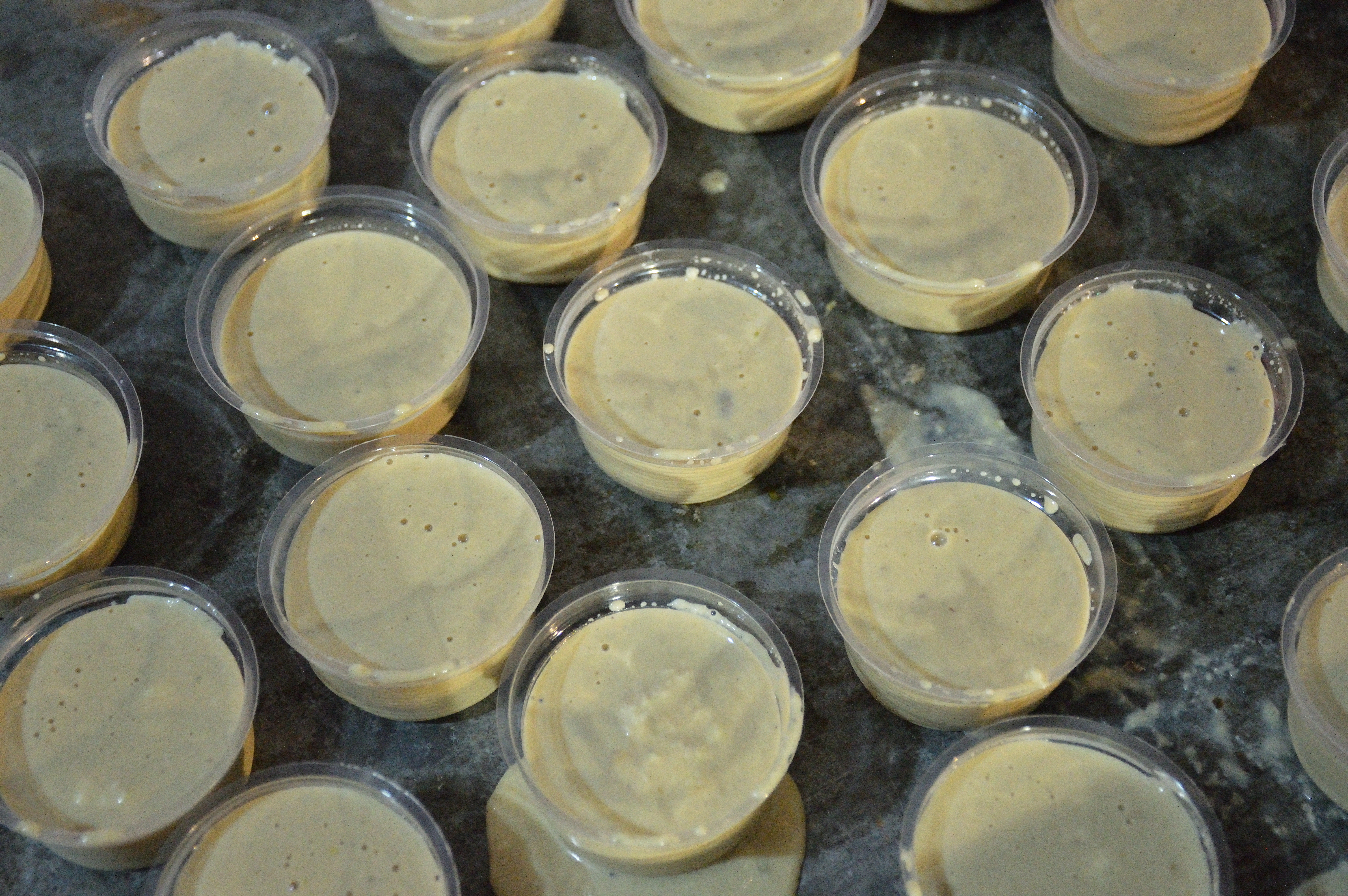
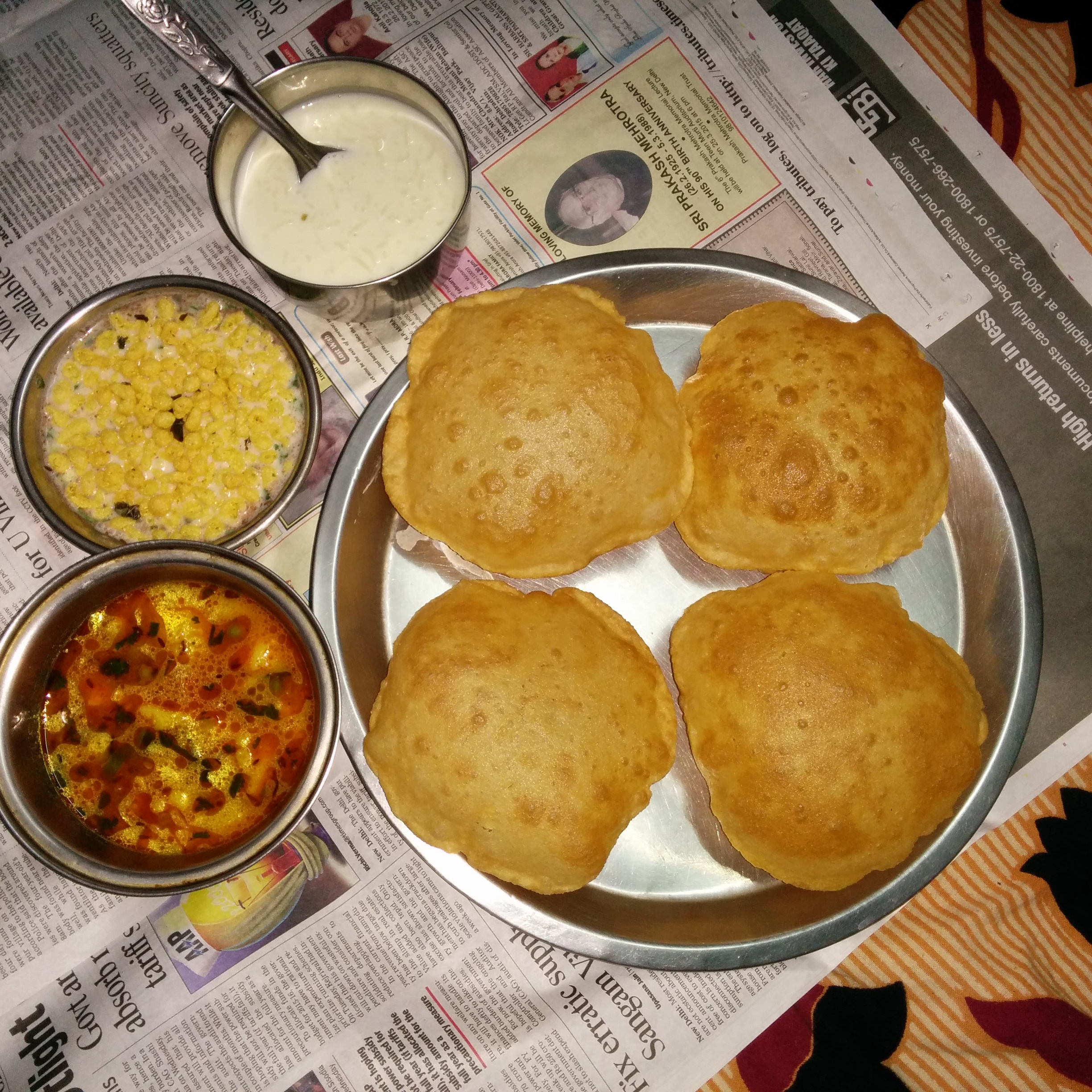
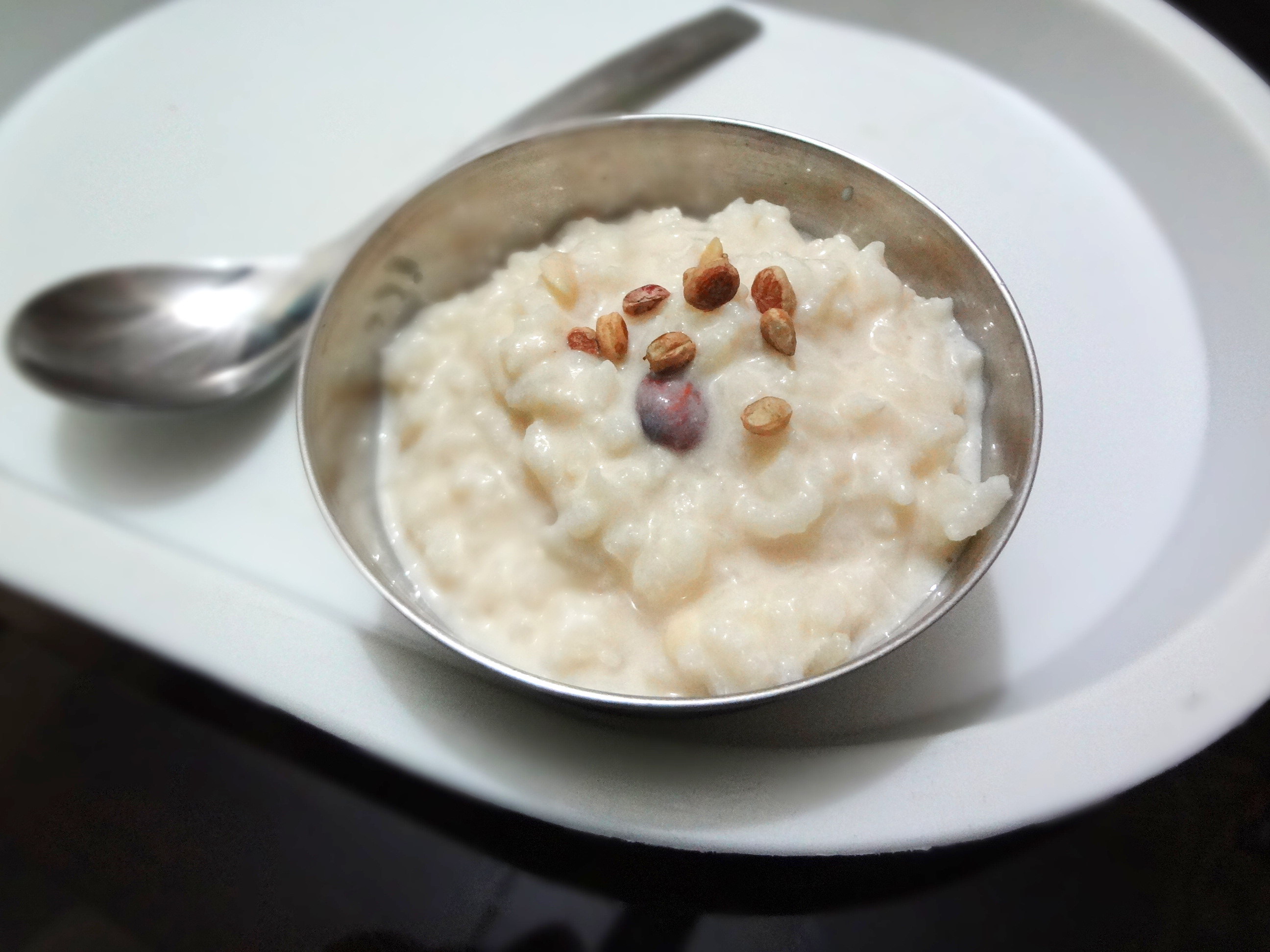
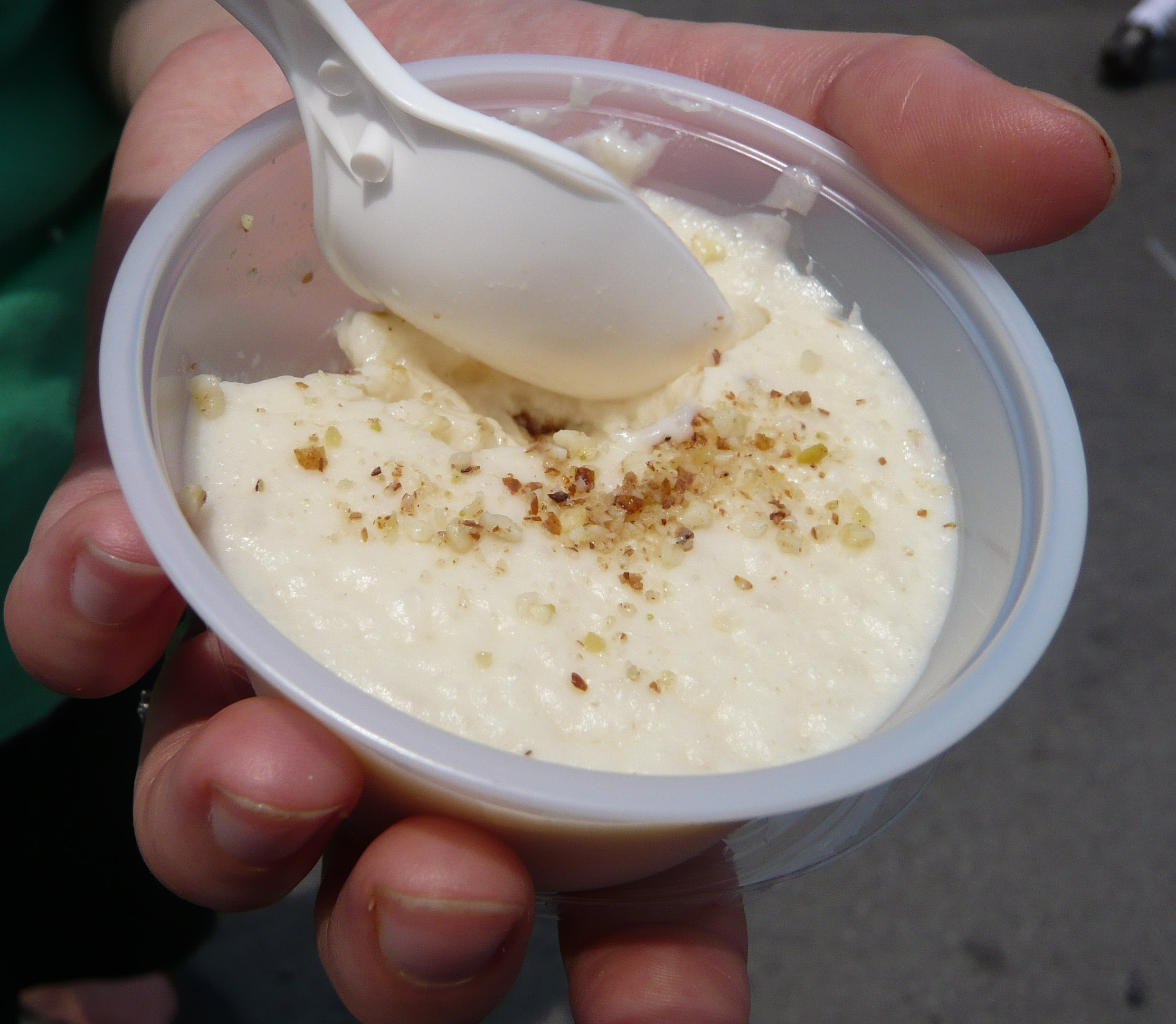
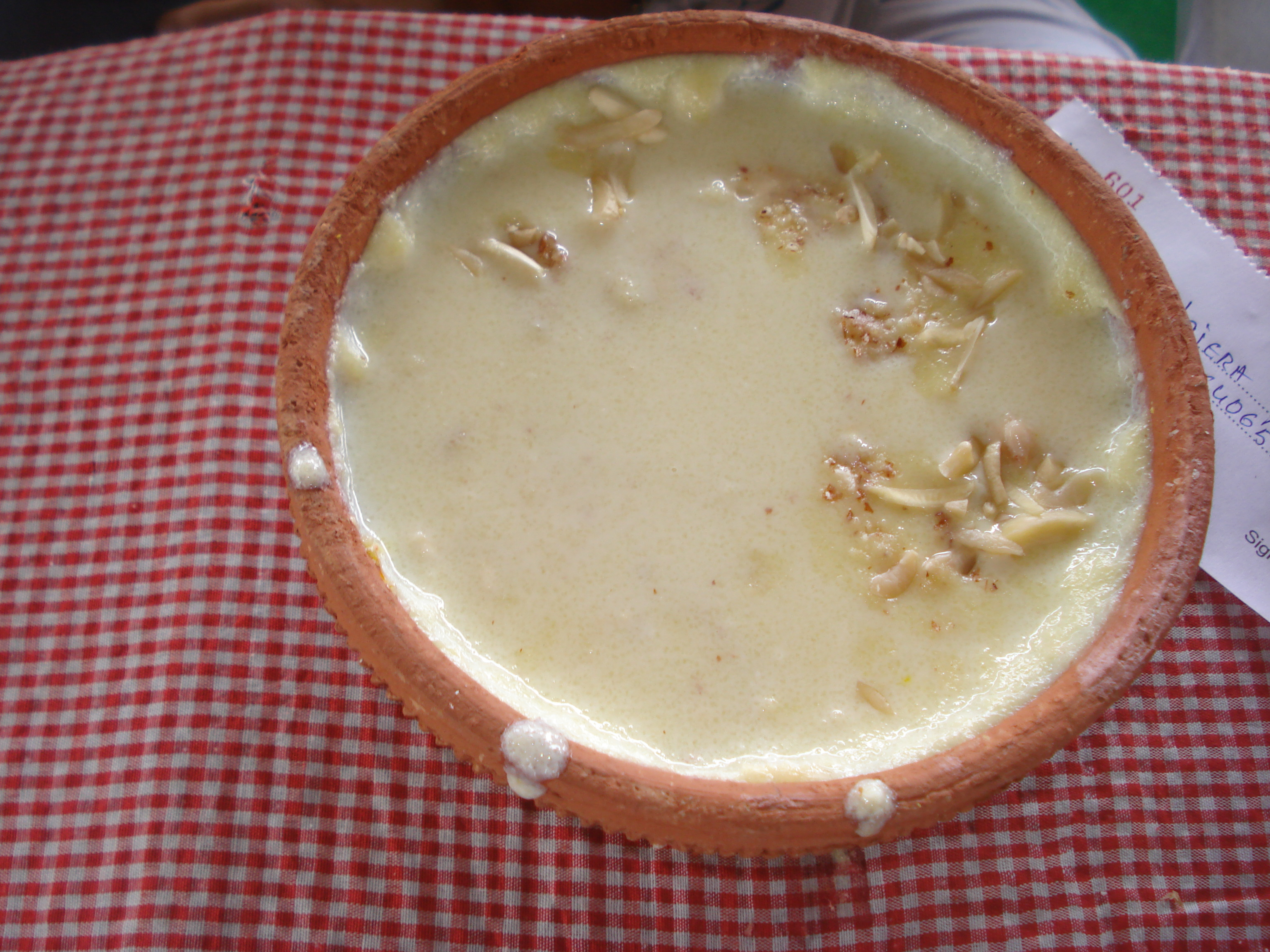
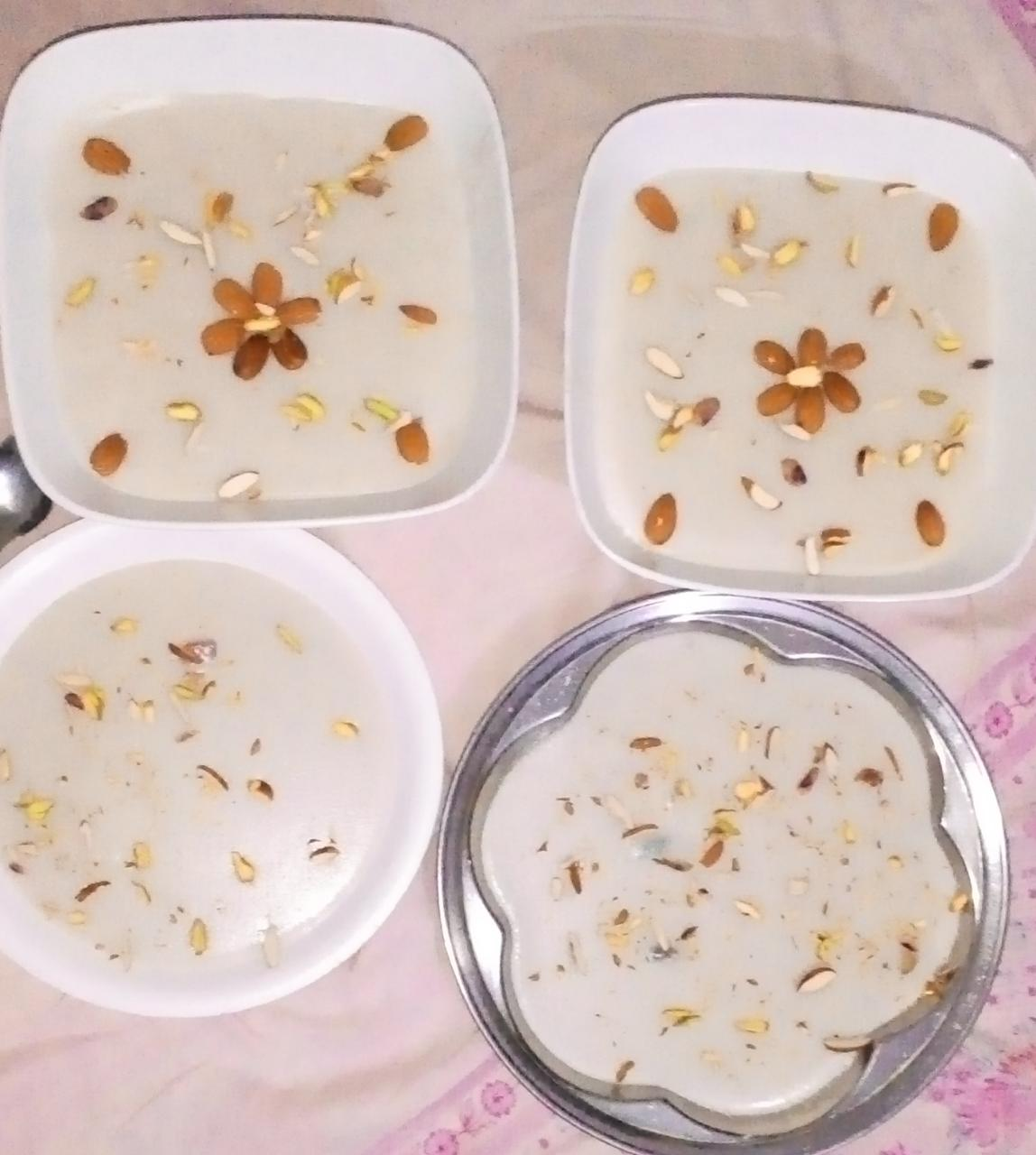
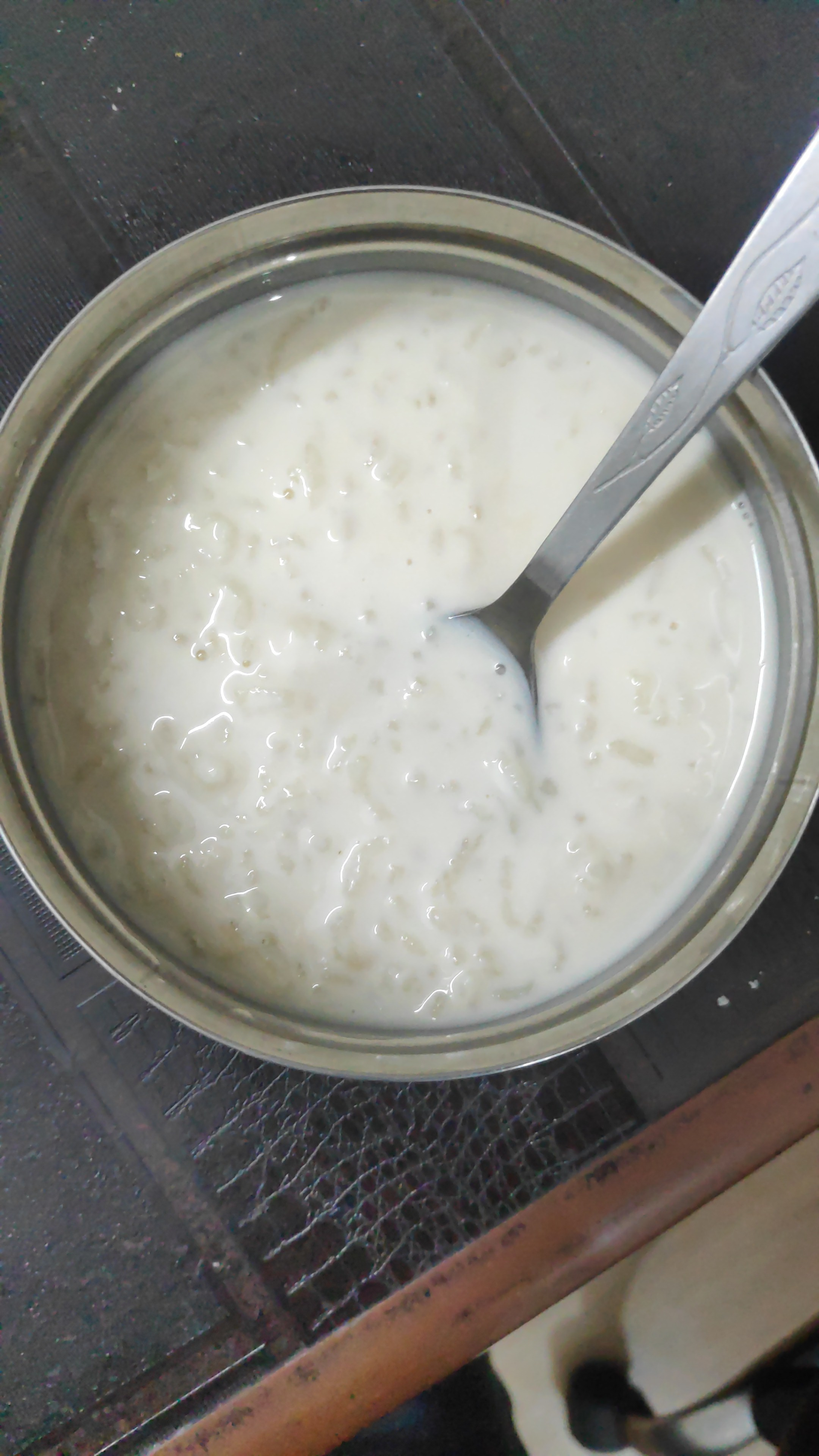
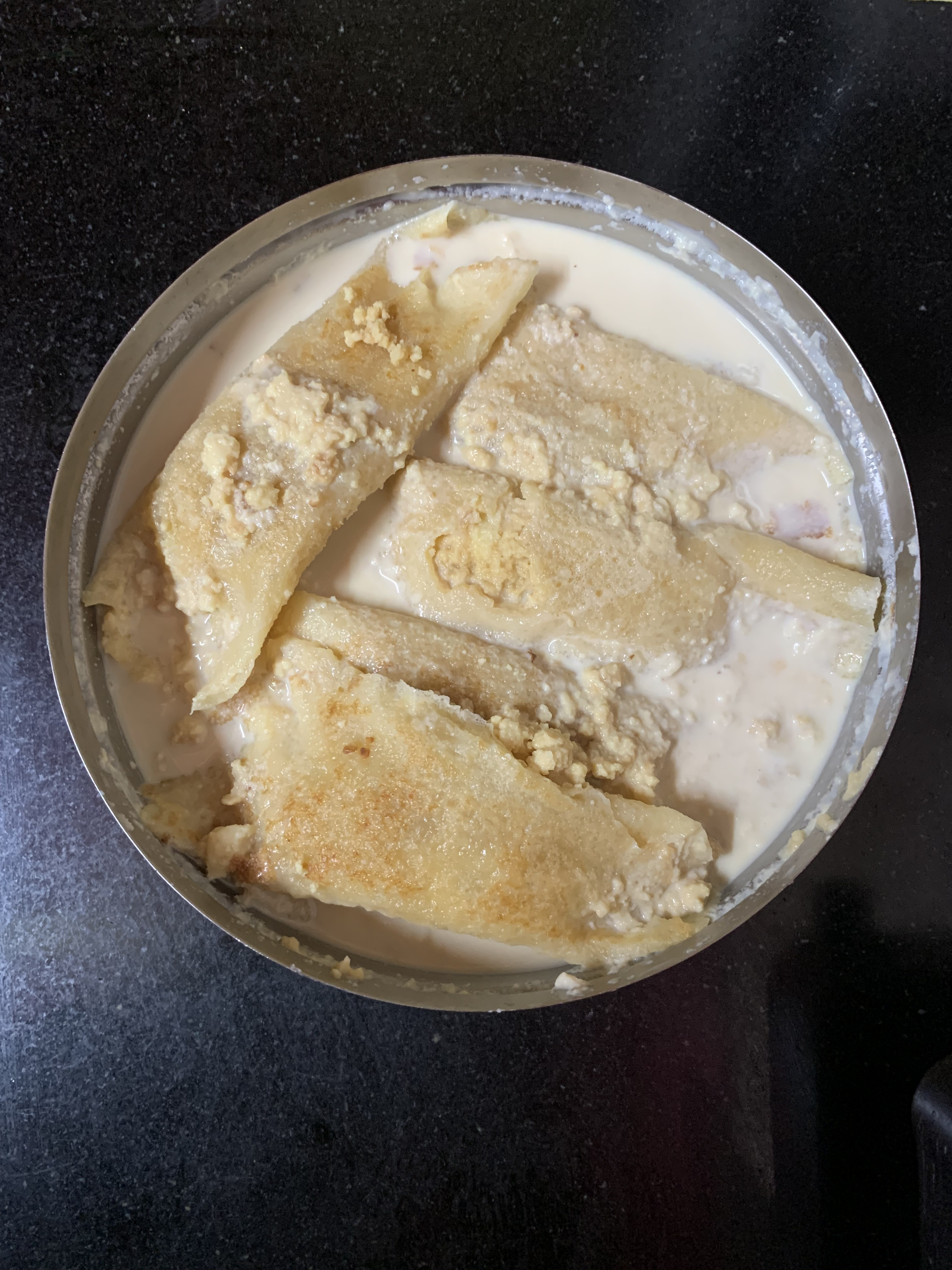